# Świerklany Górne
Świerklany Górne est une localité polonaise de la gmina de Świerklany, située dans le powiat de Rybnik en voïvodie de Silésie.